# Anhängeleiter

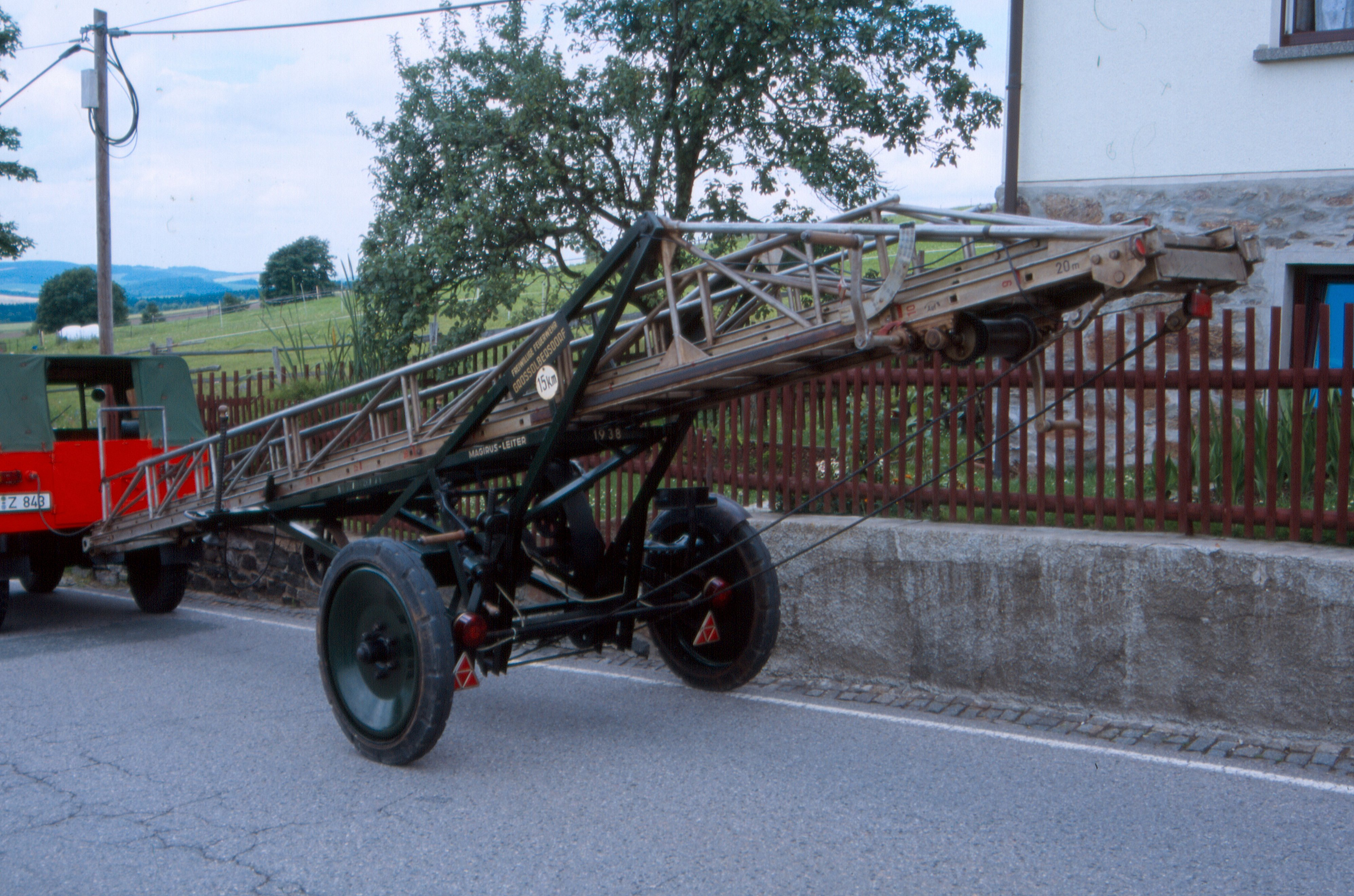
Magirus Anhängeleiter 20 m Baujahr 1938

Eine Anhängeleiter (kurz: AL) nach DIN 14703 ist ein deutscher Feuerwehranhänger mit einem Leiteraufbau. Sie besteht aus einem Einachs-Fahrgestell mit einer Zugeinrichtung sowie einem handbetätigten Leiterantrieb mit auf- und ausfahrbarem Leitersatz. Anhängeleitern werden nur noch vereinzelt von Freiwilligen Feuerwehren oder Betriebsfeuerwehren eingesetzt.
Anhängeleitern können je nach Größe bis zu zwei Tonnen wiegen und wurden früher aus Holz, mittlerweile aber flächendeckend aus Metall gefertigt. Im Brandfall wird die Leiter an ein Zugfahrzeug (in der Regel ein Löschfahrzeug) angehängt, wobei die zulässige Höchstgeschwindigkeit für das Gespann meist weniger als 60 km/h beträgt. Falls kein Zugfahrzeug zur Verfügung steht, kann sie auch von Hand zur Einsatzstelle gezogen werden.
Die Leiter wird nach Feuerwehrdienstvorschrift mit vier Feuerwehrleuten in Stellung gebracht. Hierzu muss das Fahrgestell zunächst waagerecht ausgerichtet werden. Damit soll ein sicherer Stand erreicht werden. Die vier Stützspindeln werden durch Unterlegplatten gesichert. Der Leiterpark wird in der Regel per Hand ausgefahren. In moderneren Anhängeleitern befinden sich auch immer häufiger Hilfsantriebe zu diesem Zweck. Manche Anhängeleitern sind auch mit zusätzlichem Zubehör wie z. B. einem Rettungsschlitten oder einem Rettungskorb ausgestattet. Die Abgabe von Wasser über die Leiterspitze darf nicht zu den Seiten erfolgen, da die Rückstellkräfte sonst den sicheren Stand der Leiter gefährden können.
Da das Instellungbringen der Leiter sehr viel Zeit benötigt, wird sie nur sehr selten bei einem Feuerwehreinsatz eingesetzt. Sie findet überwiegend Verwendung als Arbeitsleiter.
In Deutschland verwendet werden die AL 10, AL 12, AL 14, AL 16, AL 18 (AL 16-4) und AL 22, wobei die Zahl für die maximale Rettungshöhe angibt. Eingeklammert ist die Benennung nach Nennrettungshöhe und Ausladung entsprechend der von Drehleitern. In Deutschland wurde die Norm im Jahr 2007 ersatzlos zurückgezogen. In der letzten Fassung war nur noch die AL 16-4 enthalten.

## Geschichte
Bereits im Jahr 1761 erfolgte der Bau der ersten Schiebleiter. Diese Leiterart wurde später auch auf ein Fahrgestell fixiert und diente somit als Anhängeleiter. Zunächst zogen Personen oder Pferde dieses Gefährt. In späterer zeitlicher Folge kamen motorisierte Zugfahrzeuge zum Einsatz.